# Ашли Файърс
Ашли Файърс (на английски: Ashley Fires) е американска порнографска актриса, родена на 2 март 1982 г. в квартал Нортридж на град Лос Анджелис, щата Калифорния, САЩ.
Дебютира като актриса в порнографската индустрия през 2003 г., когато е на 21-годишна възраст.
Във филма „Ashley Fires Is the ArchAngel“ (2016) прави своите първи сцени с междурасов секс, междурасов анален секс, междурасово двойно проникване и междурасов генгбенг.

## Награди и номинации
Носителка на награди
- 2013: The Sex награда за най-сексапилна порнозвезда.[4]
- 2015: Femdom награда за страпон сцена/клип на годината – „Her Sleazy Boss“.[5]

Номинации
- 2012: Номинация за AVN награда за най-добра секс сцена с двойно проникване – „Горящите въглени“ (с Мик Блу и Марк Ууд).[6]